# Jean Barker, Baroness Trumpington
Jean Alys Barker, Baroness Trumpington, DCVO, PC (* 23. Oktober 1922 in London, England; † 26. November 2018) war eine britische Politikerin (Conservative Party) und Life Peeress.

## Leben und Karriere
Sie wurde als Jean Alys Campbell-Harris, als Tochter von Arthur Campbell-Harris und Doris Robson geboren. Sie erhielt Privatunterricht in England und Frankreich. Während des Zweiten Weltkriegs war sie als Landarbeiterin (Land Girl) im Rahmen ihres freiwilligen Kriegseinsatzes im Rahmen der Women's Land Army auf dem Anwesen des früheren Premierministers David Lloyd George in Churt in Surrey im Einsatz; später arbeitete sie für den Militärnachrichtendienst in Bletchley Park. Sie gehörte verschiedenen politischen und öffentlichen Gremien an.
Sie repräsentierte Trumpington im Cambridge City Council von 1963 bis 1973 und war Bürgermeisterin von Cambridge (Lady Mayor of Cambridge) von 1971 bis 1972, sowie stellvertretende Bürgermeisterin von 1972 bis 1973. Von 1973 bis 1975 war sie Councillor des Cambridgeshire County Council. Von 1969 bis 1971 war sie Vorsitzende (Chair) der Cambridge City Conservative Association. In Cambridgeshire war sie von 1972 bis 1975 Friedensrichterin (Justice of the peace) in Cambridgeshire, sowie von 1975 bis 1982 in South Westminster. Von 1969 bis 1971 war sie Vorsitzende (Chair) der Cambridge City Conservative Association; sie war die erste Frau in diesem Amt.
Sie war von 1975 bis 1983 General Commissioner of Taxes. Von 1979 bis 1981 war sie britische Repräsentantin bei der Status of Women Commission der UNO.
Von 1975 bis 1981 war Barker Mitglied des Board of visitors beim Pentonville-Gefängnis. Im gleichen Zeitraum gehörte sie dem Mental Health Review Tribunal an. Barker war von 1979 bis 1980 Vorsitzende (Chair) des Airline Users Committee und von 1980 bis 1990 Präsidentin der Association of Heads of Independent Schools. Von 1980 bis 1992 war sie Verwalterin (Steward) des Folkestone Racecourse. Sie war von 2004 bis 2010 Mitglied des Verwaltungsrates (Board) der Wohltätigkeitsorganisation Crimestoppers. Sie war Vizepräsidentin (Vice-President) der International League for the Protection of Horses von 1990 bis 1999.

## Mitgliedschaft im House of Lords
Barker wurde am 4. Februar 1980 zum Life Peer als Baroness Trumpington, of Sandwich in the County of Kent ernannt. Ihre Antrittsrede im House of Lords hielt sie am 12. März 1980.
Als Staaten von besonderem Interesse nennt sie auf der Webseite des Oberhauses Frankreich, Italien, Madagaskar, die Mongolei, Spanien und die Vereinigten Staaten.
Von 1983 bis 1985 war sie Sprecherin für das Home Office im Oberhaus. Von 1983 bis 1985 und erneut von 1992 bis 1997 war sie Whip der Regierung. In diesem Zeitraum hatte sie zugleich das Ehrenamt einer Baroness-in-Waiting im Haushalt der Königin inne. Von 1985 bis 1987 war sie Parlamentarische Unterstaatssekretärin (Parliamentary Under-Secretary of State) beim mittlerweile abgeschafften Ministerium für Gesundheit und Soziale Sicherheit (Department for Health and Social Security) und von 1987 bis 1989 beim Ministerium für Landwirtschaft, Fischerei und Ernährung (Ministry of Agriculture, Fisheries and Food) (MAFF) Parlamentarische Staatssekretärin (Parliamentary Secretary) und dort von 1989 bis 1992 Staatsministerin (Minister of State). Mit einem Alter von 69 Jahren war Barker die älteste Frau, die bisher jemals in ein Ministeramt berufen wurde.
1992 wurde sie Mitglied des Privy Council. Von 1996 bis 1997 war sie Sprecherin der Regierung (Government Spokesperson) für das Office of Public Service des Ministeriums für Nationales Erbe und Landwirtschaft (Department of National Heritage, Agriculture). Seit 1998 war sie Extra Baroness in Waiting to HM The Queen.
Barker nahm regelmäßig an Sitzungen des House of Lords teil. Sie meldete sich dort auch regelmäßig zu Wort. Barker gehörte im House of Lords zu den Mitgliedern, die seit 2001 kontinuierlich die höchsten Anwesenheitszahlen aufweisen. Barker nahm jährlich durchschnittlich an über 130 Sitzungstagen in der Sitzungsperiode teil. Sie stimmte mehrmals nicht mit ihrer Partei.
In den 1980er Jahren meldete sie sich häufig zur Agrarpolitik zu Wort. Barker sprach in den 1990er Jahren vermehrt zu außenpolitischen Themen, darunter der politischen und völkerrechtlichen Anerkennung Mazedoniens, der Lage in Somalia und im Sudan. 2000 brachte sie im House of Lords anlässlich des 100. Geburtstages von Elizabeth Bowes-Lyon die Frage ein, ob dieser Tag ein nationaler Feiertag sein soll. Im März 2002 setzte sie sich für eine einheitliche Regelung bei der Beantragung von Behindertenparkplätzen ein. Insbesondere forderte sie eine einheitliche Regelung für London.
Im Oktober 2002 sprach sie sich in einer Debatte für die politische Unterstützung der indonesischen Präsidentin Megawati Sukarnoputri aus.
2004 meldete sie sich unter anderem anlässlich des im folgenden Jahr bevorstehenden 60. Jahrestages des Zweiten Weltkrieges zu Wort. Im Dezember 2009 meldete sich Barker im Rahmen der Debatte zur Equality Bill zu Wort. Zur Frage der unterschiedlichen Regelung bezüglich der Verwendung von Titeln bei Ehegatten von männlichen und weiblichen Peers erzählte Barker die Anekdote, dass sie und ihr Mann immer mit verschiedenen Namen in einem Hotel einchecken mussten und ihr Ehemann es genoss, seine Drinks auf ihre Rechnung zu setzen; dies sorgte für große Heiterkeit. Im Jahr 2011 sprach sie unter anderem zu den Themen Prostitution, Obdachlosigkeit und Steuern.
Barker stimmte schwerpunktmäßig gegen Gesetze, die eine stärkere Förderung der Europäischen Integration beinhalteten, und gegen die rechtliche Gleichstellung von Homosexuellen. Im Bereich des Asylrechts votierte sie für Gesetzesvorlagen, die die Rechte von Asylbewerbern im Asylverfahren verbessern und ausbauen sollten. Sie votierte für Gesetze zur Verhinderung des Klimawandels. Sie stimmte gegen die verpflichtende Einführung von ID-Cards.

## Wirken in der Öffentlichkeit
Barker sprach sich kritisch über die lokale Verkehrssituation aus.
Barker nahm im Dezember 2002 an der Trauerfeier für Janet Young, Baroness Young teil. Im März 2003 nahm sie an der Trauerfeier für Roy Jenkins teil. Sie nahm im März 2007 an der Trauerfeier für Charles Stourton, 26. Baron Mowbray und der Trauerfeier für Marmaduke Hussey, Baron Hussey of North Bradley teil. Im Oktober 2007 war sie bei der Trauerfeier für Bernard Weatherill anwesend.
Sie vertrat die Königin 2007 außerdem bei der Trauerfeier für Ian Gilmour. 2005 nahm sie an der Trauerfeier für Cherry Drummond, 16. Baroness Strange teil.
Bei ihrem Auftritt in der Sendung Desert Island Discs wählte sie als ihren Luxusartikel die Kronjuwelen, um ihre Chancen, gerettet zu werden, zu steigern.

## Ehrungen
Barker war Trägerin des  Offizier des l’Ordre Nationale du Mérite. 2005 wurde sie zur Dame Commander des Royal Victorian Order ernannt.
Seit 1975 war sie ehrenhalber Ratsmitglied (Councillor) der City of Cambridge. 1980 wurde sie Honorary Fellow des Lucy Cavendish College der University of Cambridge. Sie war auch Fellow des Royal College of Pathologists und Honorary Associate des Royal College of Veterinary Surgeons.

## Familie
Sie heiratete 1954 William Alan Barker, der gewöhnlich Alan genannt wurde. Sie hatten einen Sohn. Alan Barker starb 1988.